# Frank Boeijen (toetsenist)

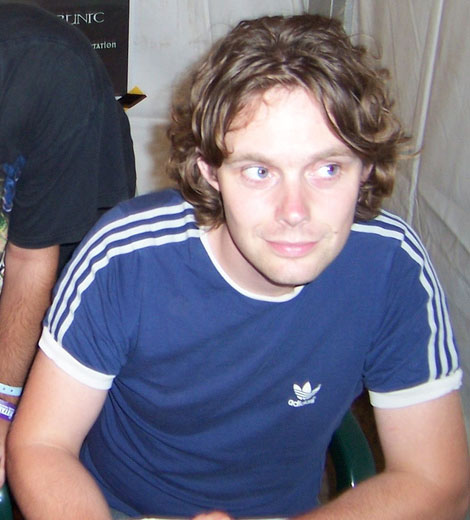
Frank Boeijen (2006)

Frank Boeijen (Berghem, 4 december 1973) is de toetsenist van de Nederlandse band The Gathering. Hij is tevens bekend onder het pseudoniem Grimm Limbo.
Als kind in de jaren 80 hield hij erg van The Art of Noise. Met twee tape-recorders en een goedkoop Yamaha hobby-keyboard werd hij geïnspireerd door de geluiden en muziek van Trevor Horn en kompanen. Als 16-jarige werd hij gevraagd om keyboard voor The Gathering te spelen, waarmee hij intussen meer dan 900 concerten over de gehele wereld gespeeld heeft. Ook schreef hij verschillende songs en speelde hij op alle albums van de band.
Naast The Gathering bleef hij altijd aangetrokken tot elektronische muziek, wat resulteert in een soloproject onder zijn pseudoniem. De muziek zit vol melancholische melodieën en donkere tonen.
In maart 2008 komt het verzoek van de Utrechtse band Silence is Sexy om 3 nummers van hun nieuwe album van toetsenpartijen te voorzien.
Ook wordt Boeijen gevraagd om met deze band live de toetsen te verzorgen.